# Stade Hrazdan
Le stade Hrazdan (en arménien : Հրազդան մարզադաշտ) est un stade omnisports à Erevan en Arménie, mais il est principalement utilisé pour des rencontres de football. Il est d'ailleurs le siège du Ararat Erevan et du Kilikia Erevan. Il porte le nom de la rivière, la Hrazdan, qui traverse Erevan.
Le stade, construit en 1970, fut partiellement rénové 2002 et en 2008. Pouvant par ailleurs accueillir 69 000 spectateurs à son ouverture, 54 208 depuis sa dernière restauration, le plus grand stade d'Arménie est éligible pour recevoir les phases finales de la Ligue Europa.
Le stade comprend également des salles de karaté, de gymnastique, de basket-ball, de boxe, d'aérobic, de tennis de table et de tennis, ainsi que deux salles de conférence et trois restaurants.

## Histoire

### Origine
L’idée de construire un stade dans la vallée de l’Hrazdan est évoquée pour la première fois lors d’une visite d’Anastase Mikoyan dans les années 1950, alors qu’il est vice-président du Conseil des ministres de l'URSS. Alors qu’il séjourne dans une résidence présidentielle située sur une colline dominant l’Hrazdan, il remarque un «amphithéâtre naturel» et suggère la construction d’un stade de football de 30 000 places à cet emplacement. Cependant, l’idée ne se concrétise pas.
En 1967, les autorités de l’Arménie soviétique mettent en œuvre un programme pour les célébrations des 50 ans de la soviétisation de l’Arménie, qui auront lieu en 1970. Un groupe d’architectes est formé, dirigé par Koryun Hakopyan, un ancien haltérophile, et Gurgen Mushegyan, un ancien escrimeur, qui sont soutenus par l’ingénieur Edward Tossunian. Ils proposent la construction d’un stade de 75 000 places le long de l’Hrazdan. 

### Construction
5 millions de roubles sont dédiés au projet, et la construction débute au second semestre 1969. Avec le soutien financier de la Fondation Calouste-Gulbenkian, les travaux sont achevés en 18 mois.
La construction est supervisée de près par Karen Demirtchian, dignitaire soviétique local, et l’inauguration a lieu le 29 novembre 1970 en présence de Léonid Brejnev venu célébrer le cinquantième anniversaire de la république socialiste soviétique d’Arménie. La cérémonie a dû être reportée à cause de fortes chutes de neige.
En 1971, les architectes reçoivent le prix de la meilleure construction de l’année, décerné par le gouvernement soviétique.

### Premiers rencontres
La première rencontre officielle oppose le 19 mai 1971 le club d’Ararat Erevan au FC Kairat Almaty. L’équipe hôte s’impose par 3 buts à 0 devant 78 000 spectateurs, avec des réalisations d’Alexandr Kovalenko (58e), Oganes Zanazanyan (74e, sur penalty) et Nikolai Kazaryan (77e).
Le stade est le théâtre de matchs importants pour le football arménien pendant la période soviétique, comme la victoire d’Ararat Erevan au Championnat d'URSS de football en 1973, qui les emmène en Coupe des clubs champions européens en 1974-1975. Ils atteignent les quarts de finale, et perdent le match aller 2-0 face aux tenants du titre et futurs vainqueurs, le Bayern Munich, avant de remporter le match retour 1-0 dans leur stade devant plus de 70 000 spectateurs.

### Rencontres internationales
En 1985, le stade Hrazdan héberge une partie des rencontres de la Coupe du monde de football des moins de 20 ans, à savoir les matchs du groupe 1, et un quart de finale.
Après l’indépendance de l’Arménie, il accueille les matchs de l’équipe nationale d'Arménie jusqu’en 1999, où elle déménage vers le stade Vazgen-Sargsian. Le record d’affluence à Hrazdan pour l’équipe nationale est de 42 000 personnes le 9 octobre 1996, lors d’un match de qualifications pour la Coupe du monde de 1998 face à l’Allemagne, qui s’imposera 5 buts à 1.

## Rénovation

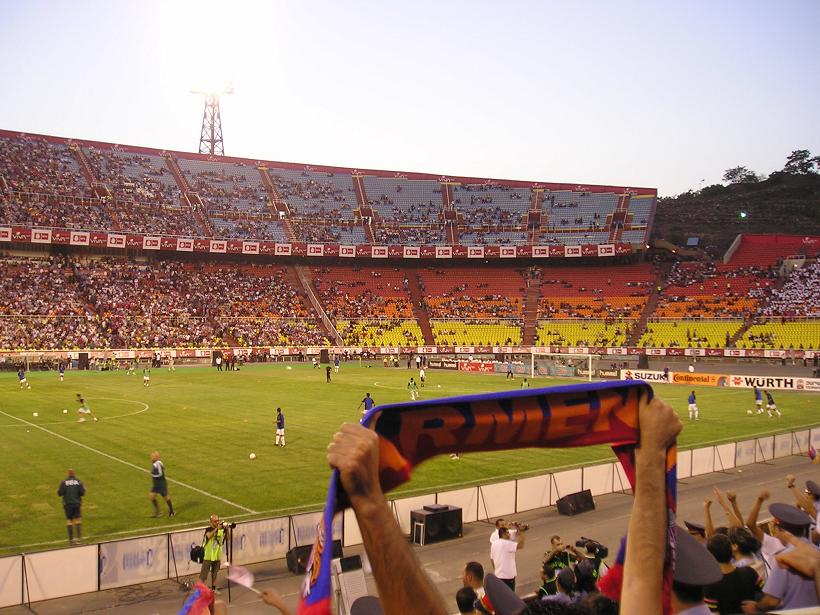
Le stade Hrazdan durant un match opposant la Turquie à l'Arménie.

En 2004, le stade est vendu au Hrazdan Holding CJS, qui met en place un planning de rénovations à compter de 2005. Fin 2008, le stade est rénové et ne comporte plus que des places assises.
Peu après la fin des travaux, le stade accueille le match de l’Arménie face à la Turquie le 6 septembre 2008, soit la première rencontre internationale à domicile de l’Arménie depuis un match de qualification pour l’Euro 2000 face à la France disputé le 8 septembre 1999. Parmi plus de 30 000 spectateurs, on retrouve les présidents Serge Sargsian et Abdullah Gül.
Après cette rénovation, le stade est classé comme stade «trois étoiles» par l’UEFA, jusqu’à la mise en place d’un nouveau système de classement des stades.